# Tepelný stroj
Tepelný stroj je stroj, který pracuje na základě prvního termodynamického zákona, podle něhož je možné vzájemně přeměnit teplo na vnitřní energii anebo práci. Tepelný stroj musí zároveň respektovat druhý termodynamický zákon, podle kterého není možné vykonávat přeměnu energií úplně.

## Rozdělení tepelných strojů
Tepelné stroje se dělí na
1. tepelné motory, ve kterých se přeměňuje teplo dodávané ze zásobníku s vyšší teplotou na práci při vzniku zůstatkového tepla, které je potřeba dovést do zásobníku s nižší teplotou. Pracovní cyklus takového stroje v p-V diagramu probíhá ve směru hodinových ručiček.
2. chladicí stroje nebo tepelná čerpadla, ve kterých se spotřebovává přivedená mechanická práce na přenos tepla ze zásobníku s nižší teplotou do zásobníku s vyšší teplotou. Pracovní cyklus takového stroje v p-V diagramu probíhá proti směru hodinových ručiček.

## Pracovní cykly tepelných strojů
Pracovní cyklus tepelného stroje (tepelný oběh) je série postupných změn stavu pracovní látky, které začínají a končí ve stejném stavu. Existuje více modelových pracovních cyklů tepelného stroje, speciální postavení mezi nimi má Carnotův cyklus. Pro teoretické výpočty technických aplikací se používají i jiné modely tepelných cyklů. V oblasti pístových spalovacích motorů se pracuje s:
- Ottovým cyklem
- Dieselovým cyklem
- Seiligerovým cyklem

V oblasti plynových turbín se pracuje s:
- Humpreyovým cyklem
- Erikson-Braytonovým cyklem
- Joule-Braytonovým cyklem

## Tepelný stroj v Carnotově cyklu

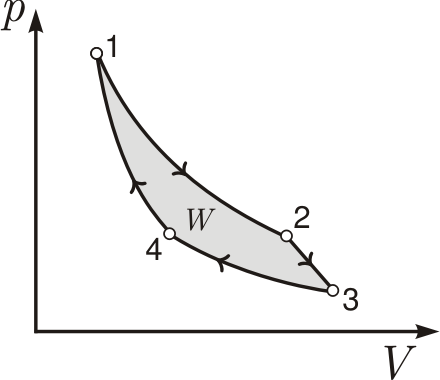
Znázornění Carnotova cyklu v p-V diagramu. Plocha ohraničená křivkami je rovna práci, kterou stroj vykonal při jednom cyklu.

Tepelný stroj pracující v Carnotově cyklu je takzvaný ideální stroj, není možné ho sestrojit tak, aby jeho reálná účinnost byla taková, jaká je teoretická účinnost. Carnotův cyklus (resp. jeho realizace – tepelný stroj) slouží jako důkaz toho, že ani ideální tepelný stroj nemůže dosáhnout 100% účinnosti, ale vždy jen nižší.
Nevyhnutelnou podmínkou toho, aby byl probíhající cyklus Carnotovým cyklem, je, že všechny probíhající děje jsou vratné.

### Popis stroje
Nejjednodušší model tepelného stroje je uzavřený válec s pístem. Ve válci se nachází plyn. Stroj pracuje mezi dvěma dalšími tepelnými zařízeními, chladičem ({\displaystyle T_{1}}) a ohřívačem ({\displaystyle T_{2}}).
Úlohou ohřívače je dodávat válci s pístem teplo, takže dochází k expanzi náplně – plynu. Úlohou chladiče je plyn opět ochladit tak, aby mohl začít nový cyklus, probíhá komprese.

### Energetická bilance stroje
Z energetického hlediska můžeme cyklus rozdělit na čtyři děje a vypočítat jejich energetický přínos:
- izotermická expanze:

{\displaystyle -W_{1\to 2}=RT_{2}\ln(V_{2}/V_{1})}
- adiabatická expanze:

{\displaystyle -W_{2\to 3}=C_{V}\cdot (T_{2}-T_{1})}
- izotermická komprese:

{\displaystyle -W_{3\to 4}=RT_{1}\ln(V_{4}/V_{3})}
- adiabatická komprese:

{\displaystyle -W_{4\to 1}=-C_{V}\cdot (T_{2}-T_{1})}
Vzhledem k adiabatičnosti platí vztahy mezi teplotou a objemem:
{\displaystyle T_{1}V_{1}^{R/Cv}=T_{2}V_{4}^{R/Cv}}
{\displaystyle T_{1}V_{2}^{R/Cv}=T_{2}V_{3}^{R/Cv}}
Vydělením rovnic a odmocněním získáme vztah mezi objemy:
{\displaystyle {\frac {V_{1}}{V_{2}}}={\frac {V_{4}}{V_{3}}}}
Pro účinnost ({\displaystyle \eta \,}) stroje, tedy poměr mezi teplem dodaným ohřívačem a vykonanou prací platí:
{\displaystyle \eta ={\frac {-W}{Q_{2}}}={\frac {-W_{1\to 2}-W_{3\to 4}}{Q_{2}}}={\frac {R(T_{2}-T_{1})\ln(V_{2}/V_{1})}{RT_{2}\ln(V_{2}/V_{1})}}}
a po zjednodušení:
{\displaystyle \eta ={\frac {T_{2}-T_{1}}{T_{2}}}=1-T_{1}/T_{2}}
Ze zjednodušeného vzorce vyplývá, že kdyby měla být účinnost stroje rovna 1 (resp. 100 %), musel by mít chladič teplotu absolutní nuly (T1 = 0 K). Absolutní nula je však nedosažitelná (viz třetí termodynamický zákon).